# 真人同人
真人同人（日语：生モノ，英語： / ）指的是在以现实生活里的演员、歌手、运动员等或其他真实人物进行创作的同人小说。需要注意的是，在真人同人里，角色是演员本人而不是演员在某部影视作品中所饰演的虚构人物。真人同人所包含的范畴非常广泛，除了常见的演员、歌手、喜剧明星、运动员之外，新闻人物、历史人物等也是创作范围，甚至连粉丝自己也可以成为创作对象。

## 术语
- J禁：禁止将真人同人作品向杰尼斯事务所相关人士或旗下组合成员传播[3]。在日本曾流传一个说法，有真人同人创作作者将其创作的真人同人作品寄送了该人参与的广播节目，因此引发这个限制[3]。而以杰尼斯事务所为名则是因为该事务所对于旗下艺人的姓名权、肖像权等管理非常严格。

- P禁：禁止向非同人社群内部的普通人士传播真人同人作品。这个限制不限于真人同人领域，但在真人同人族群使用较多[3]。
- 半生（日語：はんなま）：基於真人戲劇和電影的同人作品，角色本身是虛構的，但是由真實演員演出。

## 脚注
1. ↑  陈静仪. . 腾讯网. 界面新闻.   [2020-08-21].
2. ↑  郑熙青. . 澎湃新闻.   [2020-08-21].
3. 1 2 3  大崎祐美. . 一迅社. 2009-08-15  [2020-08-21]. ISBN 9784758011372.

## 链接
- 亚洲同人作品网 （页面存档备份，存于）
- AO3作品库 （页面存档备份，存于）